# Nationaal Park Vallée de la Semois
Het Nationaal Park Vallée de la Semois (Frans: Parc national de la Vallée de la Semois) is een nationaal park in de Belgische provincies Namen en Luxemburg dat in 2022 werd opgericht. Het park strekt zich uit over de gemeentes Bertrix, Bouillon, Chiny, Florenville, Herbeumont, Paliseul en Vresse-sur-Semois. Het nationaal park omvat een deel van de vallei van de Semois met bossen in een deel van de Ardennen (Woud van de Semois en de Houille). In samenwerking met WWF België worden habitats hersteld van de lynx en de otter.